# 216. strelska divizija (ZSSR)
216. strelska divizija (izvirno rusko 216. стрелковая дивизия; kratica 216. SD) je bila strelska divizija Rdeče armade v času druge svetovne vojne.

## Zgodovina
Divizija je bila ustanovljena maja 1941 v Staro Konstantinovu.